# Prologue du Tour de France 2012
Pour un article plus général, voir Tour de France 2012.
Le prologue du Tour de France 2012 s'est déroulé le samedi 30 juin 2012, à Liège en Belgique sur une distance de 6,4 km. Il est remporté par le Suisse Fabian Cancellara (RadioShack-Nissan), spécialiste du contre-la-montre, qui avait déjà remporté le prologue de Liège en 2004 sur un parcours très semblable.

## Parcours
Le parcours est presque identique à celui de 2004, remporté par le Suisse Fabian Cancellara. La rampe de départ est située avenue Rogier à côté du parc d'Avroy. Le parcours se dirige vers le nord en empruntant boulevard d'Avroy et le boulevard de la Sauvenière. Il se poursuit le long de la Meuse, du quai Roosevelt à la Batte. À cet endroit, le parcours fait un demi-tour et passe sur la place Saint-Lambert, devant le Palais des Princes-Évêques. Les coureurs rejoignent l'arrivée, située sur le boulevard d'Avroy en face de la rue Sainte-Marie, en empruntant dans l'autre sens le boulevard de la Sauvenière.

## Déroulement de la course
Sylvain Chavanel (Omega Pharma-Quick Step), le nouveau champion de France du contre-la-montre, établit un très bon temps à une moyenne de 52,4 km/h qui lui permet de rester en tête pendant une grande partie de la course. Son coéquipier, le champion du monde du contre-la-montre 2011 Tony Martin perd toute chance de l'emporter à cause d'une crevaison alors qu'il était dans le même temps que Chavanel au point de chronométrage intermédiaire.
Il faut attendre le passage d'un des favoris du Tour, le Britannique Bradley Wiggins (Sky), pour voir son temps battu de seulement 42 centièmes de seconde. Finalement, c'est le Suisse Fabian Cancellara (RadioShack-Nissan), grand spécialiste du contre-la-montre, qui l'emporte en battant de 7 secondes le temps de Wiggins à 53,2 km/h de moyenne. C'est le cinquième contre-la-montre inaugural du Tour de France remporté par Cancellara. Cadel Evans (BMC Racing), le vainqueur du Tour 2011, est légèrement en retrait, 13e à 17 secondes.

## Résultats

### Classement de l'étape

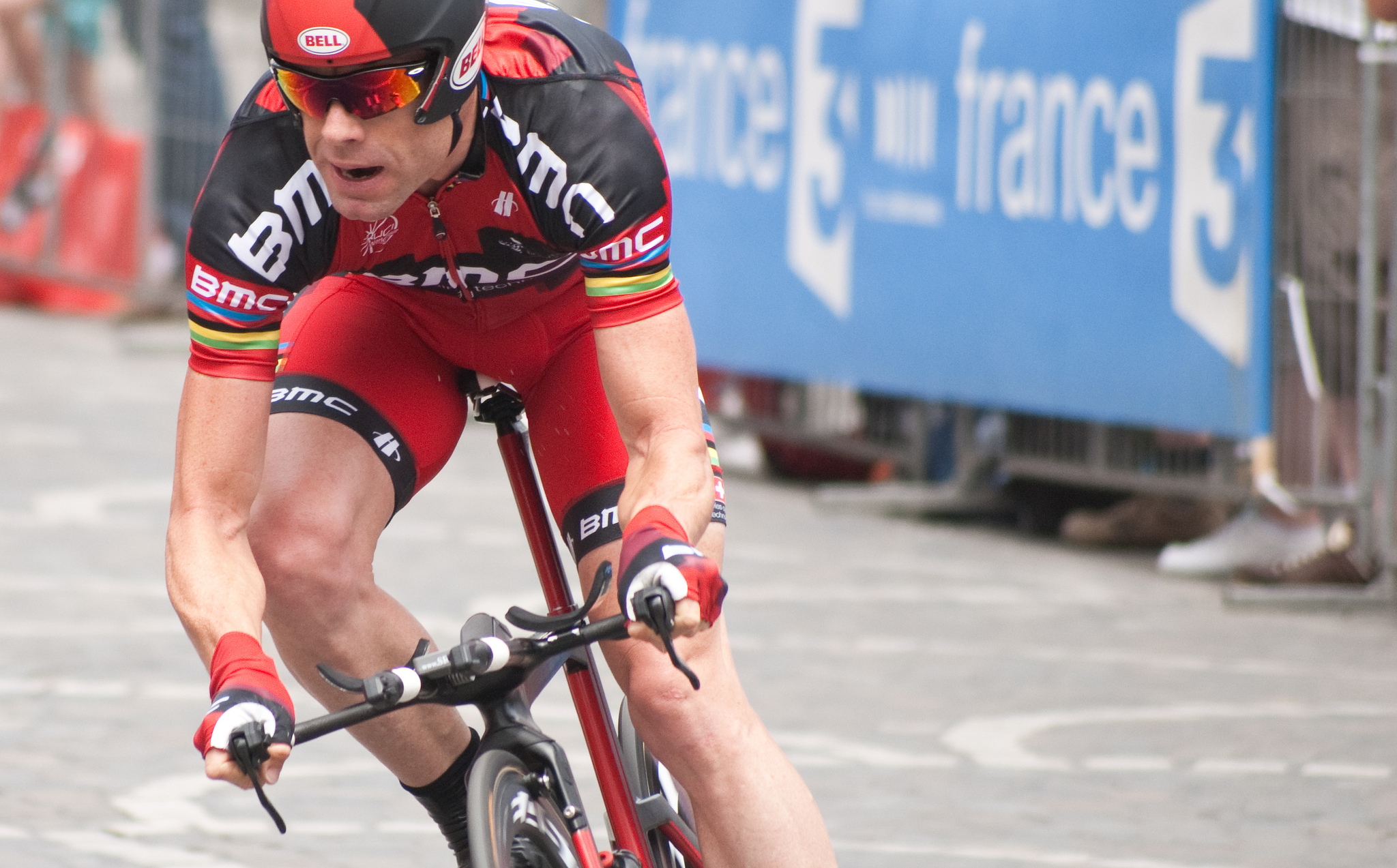
Cadel Evans à l'échauffement avant la course.

| Classement du Prologue | Classement du Prologue | Classement du Prologue | Classement du Prologue  | Classement du Prologue |
|                        | Coureur                | Pays                   | Équipe                  | Temps                  |
| ---------------------- | ---------------------- | ---------------------- | ----------------------- | ---------------------- |
| 1er                    | Fabian Cancellara      | Suisse                 | RadioShack-Nissan       | en 7 min 13 s          |
| 2e                     | Bradley Wiggins        | Royaume-Uni            | Sky                     | + 7 s                  |
| 3e                     | Sylvain Chavanel       | France                 | Omega Pharma-Quick Step | + 7 s                  |
| 4e                     | Tejay van Garderen     | États-Unis             | BMC Racing              | + 10 s                 |
| 5e                     | Edvald Boasson Hagen   | Norvège                | Sky                     | + 11 s                 |
| 6e                     | Brett Lancaster        | Australie              | Orica-GreenEDGE         | + 11 s                 |
| 7e                     | Patrick Gretsch        | Allemagne              | Argos-Shimano           | + 12 s                 |
| 8e                     | Denis Menchov          | Russie                 | Katusha                 | + 13 s                 |
| 9e                     | Philippe Gilbert       | Belgique               | BMC Racing              | + 13 s                 |
| 10e                    | Andriy Grivko          | Ukraine                | Astana                  | + 15 s                 |
| modifier               |                        |                        |                         |                        |

### Points attribués
| Classement de l'étape | Classement de l'étape | Classement de l'étape | Classement de l'étape   | Classement de l'étape |
| --------------------- | --------------------- | --------------------- | ----------------------- | --------------------- |
|                       | Coureur               | Pays                  | Équipe                  | Point(s)              |
| 1er                   | Fabian Cancellara     | Suisse                | RadioShack-Nissan       | 20                    |
| 2e                    | Bradley Wiggins       | Royaume-Uni           | Sky                     | 17                    |
| 3e                    | Sylvain Chavanel      | France                | Omega Pharma-Quick Step | 15                    |
| 4e                    | Tejay van Garderen    | États-Unis            | BMC Racing              | 13                    |
| 5e                    | Edvald Boasson Hagen  | Norvège               | Sky                     | 11                    |
| 6e                    | Brett Lancaster       | Australie             | Orica-GreenEDGE         | 10                    |
| 7e                    | Patrick Gretsch       | Allemagne             | Argos-Shimano           | 9                     |
| 8e                    | Denis Menchov         | Russie                | Katusha                 | 8                     |
| 9e                    | Philippe Gilbert      | Belgique              | BMC Racing              | 7                     |
| 10e                   | Andriy Grivko         | Ukraine               | Astana                  | 6                     |
| 11e                   | Christopher Froome    | Royaume-Uni           | Sky                     | 5                     |
| 12e                   | Peter Velits          | Slovaquie             | Omega Pharma-Quick Step | 4                     |
| 13e                   | Cadel Evans           | Australie             | BMC Racing              | 3                     |
| 14e                   | Vincenzo Nibali       | Italie                | Liquigas-Cannondale     | 2                     |
| 15e                   | Ryder Hesjedal        | Canada                | Garmin-Sharp            | 1                     |
| modifier              |                       |                       |                         |                       |

## Classements à l'issue de l'étape

### Classement général
| Classement général | Classement général   | Classement général | Classement général      | Classement général |
|                    | Coureur              | Pays               | Équipe                  | Temps              |
| ------------------ | -------------------- | ------------------ | ----------------------- | ------------------ |
| 1er                | Fabian Cancellara    | Suisse             | RadioShack-Nissan       | en 7 min 13 s      |
| 2e                 | Bradley Wiggins      | Royaume-Uni        | Sky                     | + 7 s              |
| 3e                 | Sylvain Chavanel     | France             | Omega Pharma-Quick Step | + 7 s              |
| 4e                 | Tejay van Garderen   | États-Unis         | BMC Racing              | + 10 s             |
| 5e                 | Edvald Boasson Hagen | Norvège            | Sky                     | + 11 s             |
| 6e                 | Brett Lancaster      | Australie          | Orica-GreenEDGE         | + 11 s             |
| 7e                 | Patrick Gretsch      | Allemagne          | Argos-Shimano           | + 12 s             |
| 8e                 | Denis Menchov        | Russie             | Katusha                 | + 13 s             |
| 9e                 | Philippe Gilbert     | Belgique           | BMC Racing              | + 13 s             |
| 10e                | Andriy Grivko        | Ukraine            | Astana                  | + 15 s             |
| modifier           |                      |                    |                         |                    |

### Classement par points
| Classement par points | Classement par points | Classement par points | Classement par points   | Classement par points |
| --------------------- | --------------------- | --------------------- | ----------------------- | --------------------- |
|                       | Coureur               | Pays                  | Équipe                  | Point(s)              |
| 1er                   | Fabian Cancellara     | Suisse                | RadioShack-Nissan       | 20 points             |
| 2e                    | Bradley Wiggins       | Royaume-Uni           | Sky                     | 17 pts                |
| 3e                    | Sylvain Chavanel      | France                | Omega Pharma-Quick Step | 15 pts                |
| modifier              |                       |                       |                         |                       |

### Classement du meilleur grimpeur
Non décerné

### Classement du meilleur jeune
| Classement général du meilleur jeune | Classement général du meilleur jeune | Classement général du meilleur jeune | Classement général du meilleur jeune | Classement général du meilleur jeune |
|                                      | Coureur                              | Pays                                 | Équipe                               | Temps                                |
| ------------------------------------ | ------------------------------------ | ------------------------------------ | ------------------------------------ | ------------------------------------ |
| 1er                                  | Tejay van Garderen                   | États-Unis                           | BMC Racing                           | en 7 min 23 s                        |
| 2e                                   | Edvald Boasson Hagen                 | Norvège                              | Sky                                  | + 1 s                                |
| 3e                                   | Patrick Gretsch                      | Allemagne                            | Argos-Shimano                        | + 2 s                                |
| modifier                             |                                      |                                      |                                      |                                      |

### Classement par équipes
| Classement par équipes | Classement par équipes | Classement par équipes | Classement par équipes |
|                        | Équipe                 | Pays                   | Temps                  |
| ---------------------- | ---------------------- | ---------------------- | ---------------------- |
| 1re                    | Sky                    | Royaume-Uni            | en 22 min 13 s         |
| 2e                     | RadioShack-Nissan      | Luxembourg             | + 4 s                  |
| 3e                     | BMC Racing             | États-Unis             | + 6 s                  |
| modifier               |                        |                        |                        |